# Mágorta-patak
A Mágorta-patak Vas vármegyében ered, mintegy 130 méteres tengerszint feletti magasságban. A patak forrásától kezdve déli irányban halad, majd eléri a Kodó-patakot.
A Mágorta-patak vízgazdálkodási szempontból a Marcal Vízgyűjtő-tervezési alegység működési területét képezi.
A patakba útja során összeköti a Cinca-patak és a Kodó-patak vízgyűjtő területeit.

## Part menti települések
- Mesteri
- Kemeneskápolna